# حکیم غلام امام
حکیم غلام امام پزشک ایرانی و نویسنده رساله طبی مشهور علاج الغرباء است که تاریخ حیات، محل تولد و دوران زندگی او به‌درستی مشخص نیست.
شهرت او در طب قدیم ایران بواسطهٔ اثر مشهور اوست که آن رساله ایست به زبان فارسی با عنوان علاج الغرباء که در آن به طرز درمان بیماریهای عجیب و نادر پرداخته‌است. از اصل این کتاب پزشکی فارسی ظاهراً تنها یک نسخه باقی‌مانده که در حال حاضر در هند نگهداری می‌شود. با این وجود این کتاب در قرن نوزدهم چندین بار به چاپ رسیده‌است.
دربارهٔ این طبیب و نویسنده ایرانی تقریباً هیچ چیز جز کتابی که از وی به یادگار مانده موجود نمی‌باشد و زندگی و زادگاه و دوران حیات او به‌درستی شناخته نشده‌است. با این وجود کتابخانه ملی پزشکی ایالات متحده آمریکا، وی را با عنوان پزشکی ایرانی که قبل از قرن نوزدهم در هندوستان به فعالیت اشتغال داشته، مشخص کرده‌است.